# Вино пият петдесет юнака
Вино пият петдесет юнака е българска народна песен, изпълнена от Борис Машалов.
В песента се пее за Крали Марко, който разбира че има брат и сестра, отвлечени и потурчени в Анадола по време на нашествията на османските турци. След усилено търсене Крали Марко намира своя брат Бега Андреаша.

## Текст
Вино пият петдесет юнака,

вино пият в механе широко,

вино пият, вярна клетва дават. -

Кой се кълне във жена и дечица,

кой се кълне в първото си либе...

Марко няма в какво да се кълне,

та се закле във кон и във сабя -

а дружина вяра му не фана,

че кон било кучешка нахрана,

сабя било студено желязо...

Нажали се Марко, бре, гидия,

че изпадна във пуста невера.

Па обседна коня шарколия,

та отиде право при майка си

и на майка тихо проговаря:

- Хвала тебе, мила моя мале!...

Що не си ми, мале, породила

я мил братец, я мила сестрица -

та да има в какво да се кълна...

Вино пихме в механе широко,

пошукна ни чаша позлатена...

Кой се кълне в първото си либе,

кой се кълне в жена и дечица,

кой се кълне в братец и сестрица...

Пък аз нямам в какво да се кълна,

та се заклех във кон и във сабя,

а дружина вера ми не хваща -

че кон било кучешка нахрана,

сабя било студено желязо...

Майка Марку тихом проговаря:

- Не си, синко, едничък на майка!

И ти имаш братец и сестрица.

Първо – братец Бега Андреаша,

а по него – сестра Ангелинка...

Кога беше размирна година,

надойдоха турци анадолци,

та ми рожби, синко, заробиха,

заробиха, далеч откараха -

във далечна земя анадолска...

Скочи Марко на нозе юнашки,

та възседна коня шарколия,

че отиде в земя анадолска.

Сутрин, вечер във джамия ходи,

турски кланя, български се моли.

От джамия в кафене отива,

дека турци кафето си пият

и си пушат тютюн тюмбакия.

Седи Марко, седи и сеир струва.

Че го питат турци анадолци:

- Хвала тебе, непознат юнако!

Я ни кажи от коя си земя,

от коя си земя и коляно -

що не пушиш тютюн тюмбакия

и не пиеш кафе шекерлия?

Отговаря Марко, добър юнак:

- Ой ви, вазе, турци анадолци,

анадолци, турци еничери -

мойта земя много е далеко...

Аз си пия сал върла ракия,

я ракия, я вино червено.

Я ми дайте вино за жълтица!

Аз да пия и кон да напоя...

Отговарят турци анадолци:

- Ой та тебе, непознат янако,

тук се вино нигде не продава.

Вино има Бега Андреаша.

Ала той го за пари не дава,

най го пие на облог с юнаци.

Ако пиеш вино на облога,

ще увлезеш в Бегови дворове...

Че ги пита Марко, добър юнак:

- Де са двори Бегу Андреаша?

Отговарят турци еничари:

- Двори му са лични и прелични!

Плетове му – от кости човешки.

Портите му – от глави юнашки,

що са облог стрували със него...

Скокна Марко, коня си възседна,

че отиде на Бегови порти.

Хем почука, хем се изпровикна:

- Излез, излез беговице млада!

Излез, излез, порти да отвориш -

че съм дошъл вино да си пия,

хем да пия, хем да се надпивам...

Че отвори беговица млада,

заведе го на високи диван,

да си пият вино с Андреаша...

Ако Бегу Марко си надпие,

да му земе глава от рамена,

да му земе хранената коня,

коня хранен, сабя дипленица

и му земе тежка боздугана...

Ако Марко Бега си надпие,

да му земе беговица млада...

Па са пили ни малко, ни много -

пили ми са три дни и три нощи...

Сън обори Бега Андреаша,

обори го, на земя събори...

Че продума Марко, добър юнак:

- Хайде, тръгвай, беговице млада,

да те водя във моята земя,

в моя земя, у Прилепа града!...

- Седи мирно, непознат юнако!

Не ме води във твоята земя -

че там имам юнак над юнаци,

юнак Марко, брат на Андреаша...

Като зачу Марко тия думи,

рипна горе, на нозе юнашки,

та прегърна Бега Андреаша.

Прегърна го и така продума:

- Ставай, братко, братски да ядеме,

да ядеме, братски да пиеме!...

Па са пили ни много, ни малко.